# Arvorezinha

Localización del municipio Arvorezinha.

Arvorezinha es un municipio brasilero del estado de Rio Grande do Sul.
Se encuentra ubicado a una latitud de 28º52'20" Sur y una longitud de 52º10'31" Oeste, estando a una altitud de 750 metros sobre el nivel del mar. Su población estimada para el año 2004 era de 10.495 habitantes. 
Ocupa una superficie de 278,38 km².
- Datos: Q1749878
- Multimedia: Arvorezinha (Rio Grande do Sul) / Q1749878